# فستالية محبوبة
فستالية محبوبة (الاسم العلمي:Vestalis amabilis)  هي نوع من الحشرات يتبع جنس الفستالية من الفصيلة الرعاشية                       .	